# 彭一湖
彭一湖（1887年—1958年），名蠡，字忠恕，笔名伊甫，湖南岳阳人，中国政治人物、社会活动家，中国民主建国会中央委员会常务委员，第二届全国政协委员。